# Anke te Heesen
Anke te Heesen (* 1965 in Voerde) ist eine deutsche Wissenschaftshistorikerin und Kuratorin. Sie lehrt Wissenschaftsgeschichte mit dem Schwerpunkt der Geschichte der Bildung und Organisation des Wissens an der Humboldt-Universität zu Berlin.

## Leben
Anke te Heesen studierte Kulturpädagogik (heute: Kulturwissenschaften) an der Universität Hildesheim und schloss mit einer Arbeit zu Aby Warburgs Bilderatlas Mnemosyne ab. Ihre Dissertation an der Universität Oldenburg widmete sie einer Bildenzyklopädie des 18. Jahrhunderts. Sie arbeitete als wissenschaftliche Mitarbeiterin und Kuratorin am Forschungszentrum Europäische Aufklärung, Potsdam (1996/1997), dem Deutschen Hygiene-Museum Dresden (1998/1999) und dem Max-Planck-Institut für Wissenschaftsgeschichte in Berlin (1999–2006). Von 2006 bis 2008 war Anke te Heesen als Leiterin des im Aufbau befindlichen Museums der Universität Tübingen (MUT) tätig, bevor sie 2008 auf eine Professur für Empirische Kulturwissenschaft/Museumswissenschaft sowie kulturgeschichtliche Sach- und Bildforschung am Ludwig-Uhland-Institut für Empirische Kulturwissenschaft der Universität Tübingen wechselte. Auslandsaufenthalte führten sie in die USA, nach Großbritannien, in die Schweiz und nach Frankreich. Seit 2011 ist Anke te Heesen Lehrstuhlinhaberin für Wissenschaftsgeschichte am Institut für Geschichtswissenschaften der Humboldt-Universität zu Berlin.
2022 veröffentlichte sie das Buch Revolutionäre im Interview, in dem sie sich mit der Geschichte des Forschungsinterviews am Beispiel des von Thomas S. Kuhn geleiteten Interviewprojekts Sources for History of Quantum Physics beschäftigt.

## Auszeichnungen
- 2008 Preis der Aby-Warburg-Stiftung
- 2009 Preis für Übersetzungsförderung des Börsenvereins des Deutschen Buchhandels

## Schriften
Monographien
- Der Weltkasten. Die Geschichte einer Bildenzyklopädie aus dem 18. Jahrhundert. Wallstein, Göttingen 1997, ISBN 3-89244-224-X; englische Übersetzung: The world in a box: the story of an eighteenth-century picture encyclopedia. Chicago University Press, Chicago 2002, ISBN 0-226-32287-4.
- Der Zeitungsausschnitt. Ein Papierobjekt der Moderne. Fischer Taschenbuch Verlag, Frankfurt am Main 2006, ISBN 3-596-16584-9; englische Übersetzung: The Newspaper Clipping. A modern paper object. Manchester University Press, Manchester 2014.
- Theorien des Museums. Zur Einführung. Junius-Verlag, Hamburg 2012 (3. Auflage 2015), ISBN 978-3-88506-698-9. Übersetzt ins Polnische (2016) und Koreanische (2018).
- Revolutionäre im Interview. Thomas Kuhn, Quantenphysik und Oral History (= Kleine kulturwissenschaftliche Bibliothek. Band 92). Klaus Wagenbach Verlag, Berlin 2022, ISBN 978-3-8031-5192-6.
- Frauen vor Mustern. Ein Bildmotiv und seine Geschichte. Klaus Wagenbach Verlag, Berlin 2025, ISBN 978-3-8031-3752-4.

Herausgeberschaft (Auswahl)
- zus. mit Emma Spary: Sammeln als Wissen. Das Sammeln und seine wissenschaftshistorische Bedeutung, 2001 (ISBN 3-89244-482-X)
- als Gastherausgeberin und Mitautorin: Cut and paste um 1900. Der Zeitungsausschnitt in den Wissenschaften, Kaleidoskopien Heft 4/2002. Vertrieb Vice Versa (Berlin) 2002 (ISSN 1432-0118)
- zus. mit Anette Michels: auf/zu. Der Schrank in den Wissenschaften, 2007 (ISBN 3-05-004359-8)
- zus. mit Susanne Padberg: Musée Sentimental 1979. Ein Ausstellungskonzept, 2011 (ISBN 978-3-7757-3017-4)
- zus. mit Margarete Vöhringer: Wissenschaft im Museum – Ausstellung im Labor. Kulturverlag Kadmos, Berlin 2014 (ISBN 978-3-86599-223-9).